# Policarpo Candón Guillén
Policarpo Candón Guillén (1905-1938) est un combattant républicain de la guerre civile espagnole. 

## Biographie
Policarpo Candón Guillén nait à Cadix en 1905, avant que sa famille ne déménage à Cuba trois ans plus tard. Militant anarchiste, il est actif contre le gouvernement de Gerardo Machado. Après la chute de ce dernier, il se tourne vers le marxisme et émigre aux États-Unis, à New-York, durant la présidence de Carlos Mendieta, où il fait partie de l'Organisation révolutionnaire des anti-impérialistes cubains. Ainsi, en 1935, il se joint à une tentative de coup d'état contre celui-ci, à la tête d'une trentaine d'hommes, mais il ne reçoit pas l'ordre de passer à l'action. Néanmoins, il est arrêté pendant trois jours dès son retour aux Etats-Unis, avant de retourner à Cuba, puis de s'exiler en Espagne. Il s'installe à Madrid, rejoint le parti communiste espagnol et les Milices antifascistes ouvrières et paysannes (es). 
Au début de la guerre civile espagnole, il participe en tant que volontaire à la prise de la Caserne de la Montagne (es) à Madrid, puis combat autour de la ville. Il intègre par la suite le cinquième Régiment où il prend le poste de commissaire à l'organisation. Au sein de l'unité, il participe à des combats dans les villes de Buitrago del Lozoya et Gascones. Il est nommé capitaine et dirige alors trois compagnies, à la tête desquelles il défend avec brio El Cerro le 22 octobre 1936. Avec cette victoire il obtient le grade de commandant en chef d'un bataillons et combat de nouveau à la Marañosa et à la cité universitaire de Madrid. Il est muté en fin d'année à la tête de la 2e compagnie de la 1re brigade mixte de choc et lutte à Majadahonda aux côtés de son ami, Pablo de la Torriente Brau.
En février 1937, il se trouve à la bataille de Jarama, et y protège l'accès à l'autoroute entre Madrid et Valence. Peu de temps après, on le retrouve à la bataille de Guadalajara où il participe à la prise de Brihuega. Il est blessé au mois d'avril, à la Cerro del Aguila. De retour de blessure, il est nommé commandant de la Xe Brigade mixte, intégrée à la 46e division républicaine. Il prend part à la bataille de Brunete, aux combats de Quijorna, puis combat sur le front d'Aragon à la fin de 1937. Il participe alors à la bataille de Teruel, où il est tué le 27 janvier 1938 à Alfambra, lors d'une offensive franquiste.

## Source
- (es) Cet article est partiellement ou en totalité issu de l’article de Wikipédia en espagnol intitulé « Policarpo Candón Guillén » (voir la liste des auteurs).